# NGC 747
NGC 747 (другие обозначения — MCG -2-6-7, PGC 7366) — спиральная галактика (Sb) в созвездии Кит. Открыта Фрэнком Ливенвортом в 1886 году. Описание Дрейера: «очень тусклый, довольно маленький объект, вытянутый в направлении 180°».
Галактика достаточно сильно удалена от центра Сверхскопления Персея-Рыб, однако лучевая скорость и красное смещение говорят о том, что галактика, вероятно, относится к нему.
Этот объект входит в число перечисленных в оригинальной редакции «Нового общего каталога».